# 工藤和樹
工藤 和樹（くどう かずき、1980年8月21日 - ）は、大阪府出身の元プロ野球審判員。袖番号は48。父親は元プロ野球選手の工藤一彦。

## 来歴・人物
関西大学第一高等学校出身で3年生の時に春夏連続で甲子園大会に出場。ポジションはエース久保康友の控え投手だった。
その後、関西大学を経て2006年にパシフィック・リーグ審判員となる。
2011年の審判員統合により、工藤の袖番号は『10』から『48』に変わり、球審での構えもシザーススタンスに変更された。
2015年シーズン限りで契約更新されず引退。

## 審判出場記録
- 初出場：2008年6月28日、西武対ロッテ10回戦（西武ドーム）、三塁塁審。
- 出場試合数：248試合（パ・リーグ144、セ・リーグ65、交流戦39）
- オールスターゲーム出場：なし
- 日本シリーズ出場：なし

（記録は2015年シーズン終了時）

## 表彰
- イースタン・リーグ優秀審判員：1回 (2009年)

(記録は2015年シーズン終了時)